# 옥톡네마속
옥톡네마속(Octoknema)은 단향목 올락스과에 속하는 속씨식물 속의 하나이다. 분류학자에 따라서 옥톡네마과(Octoknemaceae)의 유일속으로 분류하기도 한다.

## 하위 종
- Octoknema affinis
- Octoknema aruwimiensis
- Octoknema borealis
- Octoknema dinklagei
- Octoknema genovefae
- Octoknema hulstaertiana
- Octoknema klaineana
- Octoknema okoubaka
- Octoknema orientalis
- Octoknema winkleri